# Bernardo Matić
Bernardo Matić (Sinj, 27 de julio de 1994) es un futbolista croata que juega de defensa en el Kisvárda F. C. de la Nemzeti Bajnokság I.

## Trayectoria
Matić comenzó su carrera en el NK Junak Sinj en 2012, fichando en 2013 por el NK Zagreb.
El 17 de febrero de 2017 fichó por el HNK Rijeka, consiguiendo ganar la Primera Liga de Croacia y la Copa de Croacia en el final de temporada. En la temporada 2017-18, el Rijeka lo cedió al NK Široki Brijeg, equipo al que se marchó definitivamente al final de la temporada.

### Racing de Santander
El 11 de octubre de 2020 fichó por el Racing de Santander de la Segunda División B de España.

## Selección nacional
Matić fue internacional sub-19 y sub-21 con la selección de fútbol de Croacia.

## Clubes
| Club                         | País                 | Año       |
| ---------------------------- | -------------------- | --------- |
| N. K. Junak Sinj             | Croacia              | 2012-2013 |
| N. K. Zagreb                 | Croacia              | 2013-2017 |
| H. N. K. Rijeka              | Croacia              | 2017-2018 |
| N. K. Široki Brijeg (cedido) | Bosnia y Herzegovina | 2017-2018 |
| N. K. Široki Brijeg          | Bosnia y Herzegovina | 2018-2020 |
| Racing de Santander          | España               | 2020-2021 |
| N. K. Istra 1961             | Croacia              | 2021-2022 |
| H. N. K. Šibenik             | Croacia              | 2022-2023 |
| F. C. Ordabasy               | Kazajistán           | 2023-2024 |
| Kisvárda F. C.               | Hungría              | 2024-     |

## Palmarés

### Títulos nacionales
| Título                  | Club            | País    | Año  |
| ----------------------- | --------------- | ------- | ---- |
| Primera Liga de Croacia | H. N. K. Rijeka | Croacia | 2017 |
| Copa de Croacia         | H. N. K. Rijeka | Croacia | 2017 |